# ناصر رفیعی
ناصر رفیعی محمّدی (زادهٔ ۱۵ اردیبهشت ۱۳۴۴) روحانی خطیب و کارشناس دینی ایرانی است. او سابقه حضور در برنامه‌های تلویزیون و رادیوی سیمای جمهوری اسلامی ایران، نظیر برنامه سمت خدا و بر بال سخن و سخنرانی در حرم فاطمه معصومه، حرم علی ابن موسی الرضا و حرم شاه عبدالعظیم را در کارنامه خود دارد. همچنین سخنران جایگزین در جمع ستایشگران در غیاب شیخ محمد میرزا محمدی بوده‌است.

## زندگی‌نامه
ناصر رفیعی محمّدی متولد ۱۵ اردیبهشت ماه سال ۱۳۴۴ هجری شمسی در شهر قم است. او تحصیلات ابتدایی، راهنمایی و دبیرستان خود را در قم گذراند و و در سال ۱۳۶۲ از دبیرستان ماندگار شیخ صدوق قم در رشتهٔ علوم تجربی فارغ‌التحصیل شد. او پس از به پایان رساندن دبیرستان وارد حوزهٔ علمیهٔ قم شد و ظرف پنج سال دورهٔ سطح را تا پایان کفایة الاصول به پایان رساند. هنگامی که در پایهٔ پنجم به تحصیل می‌پرداخت رتبهٔ اول آزمون شورای مدیریت حوزه را کسب کرد و به این خاطر از سوی سید روح‌الله خمینی یک دورهٔ کامل بحارالانوار را به عنوان هدیه دریافت کرد.
او دروس سطح را نزد استادانی مانند وجدانی فخر، اعتمادی، پایانی، دوزدوزانی، صلواتی، راستی، کاشانی و ستوده گذراند و از سال ۱۳۶۸ تا ۱۳۷۳ در دروس خارج فقه و اصول فاضل لنکرانی، مظاهری و صانعی شرکت کرد. همچنین در کنار دروس اصلی حوزه به یادگیری دروس جانبی (فلسفه، علوم قرآن، شرح تجرید، تفسیر قرآن و رجال) پرداخت.
او همزمان با تحصیل در حوزه به تحصیلات دانشگاهی نیز مشغول بود و لیسانس الهیات را از دانشگاه باقر العلوم و فوق لیسانس این رشته را از دانشگاه قم اخذ نمود. رفیعی در سال ۱۳۷۳ در آزمون دکتری در رشته علوم قرآن و حدیث دانشگاه تهران پذیرفته شد و در سال ۱۳۷۷ با دفاع از رسالهٔ خود موفق به اخذ درجه دکتری گردید.
رفیعی محمدی در محرم سال ۱۴۰۰ به کرونا مبتلا شد و از برگزاری مراسم در دهه اول محرم بازماند.

## فعالیت‌ها
وی مسئولیت نهاد نمایندگی رهبر در دانشگاه سمنان و مدیریت گروه شیعه‌شناسی جامعه المصطفی العالمیه را برعهده داشته‌است و هم‌اکنون عضو هیئت علمی جامعه المصطفی العالمیه می‌باشد. او همچنین دبیری همایش ملّی «صدف کوثر» را که هر سال برگزار می‌شود بر عهده دارد.
رفیعی در دوران دانش‌آموزی، از طریق توزیع بیانیه و اعلامیه علیه حکومت پهلوی به فعالیت می‌پرداخت و پس از پیروزی انقلاب ۱۳۵۷  و تأسیس حزب جمهوری اسلامی به عضویت شاخهٔ دانش‌آموزی آن حزب درآمد.

## مواضع
در خرداد ماه سال ۱۳۹۵ رفیعی در سخنرانی خود در حرم فاطمه معصومه وضعیت حجاب در گیلان را «بی‌حجابی محض» خوانده و اظهار کرد:
«در ایام رحلت امام گیلان بودم، برخی از خیابان‌ها با اروپا فرق نداشت، برخی با بی‌حجابی محض و لباس‌های نیمه عریان حضور داشتند، چرا باید وضع استان گیلان اینگونه باشد؟ امر به معروف زبانی تعطیل شده‌است، کنترل نیروی انتظامی که روی کمربند و سرعت و… دارد ۱۰ درصد هم روی حجاب بگذارد، دولت فرهنگ را در کشور رها کرده‌است و این مسئله بسیار خطرناک است و برای نظام جمهوری اسلامی چنین شرایطی خوب نیست. نمی‌گویم کم‌حجابی یا بدحجابی، بلکه بی‌حجابی محض بود و آیا چنین وضعی شایسته نظام اسلامی است؟ باید حرمت‌ها در نظام اسلامی حفظ شود.»
این اظهارات واکنش‌های رسانه‌ای مختلفی را برانگیخت. از جمله جبار کوچکی‌نژاد و غلامعلی جعفرزاده دو نمایندهٔ رشت با انجام مصاحبه و صدور بیانیه به این اظهارات واکنش نشان داده و رفیعی را «طلبهٔ خاطی» خوانده و سخنانش را مصداق توهین به مردم گیلان تلقی کرده و خواستار عذرخواهی فوری رفیعی شدند.
رفیعی در مصاحبه با خبرگزاری حوزه به توضیح اظهاراتش پرداخت. او در این مصاحبه گفته بود:
«قصد بنده توهین نبوده، بلکه مراد من برخی مسافران است که در ایام تعطیلات به این استان‌ها می‌روند و شئون اسلامی و دینی را رعایت نمی‌کنند. این تذکر به خاطر درخواست برخی مردم متدین گیلان از من بود. برخی مراجع از من به خاطر این تذکری که دادم تشکر کردند؛ این تذکری صرفاً به خاطر تعطیلی امر به معروف و نهی از منکر بیان شد و جنبهٔ سیاسی نداشت».
در فروردین ماه سال ۱۴۰۲ رفیعی در سخنرانی خود در حرم فاطمه معصومه به وضعیت حجاب در کشور اعتراض کرده و اظهار داشت:
«قانونی، شرعی و عرفی مخالف ارزش‌های ماست... چرا نظام به این سادگی با این موضوع کنار اومده از چی میترسید؟ با همین فرمون پیش برید ماجرا از دست‌تون در میره الان زمستونه فردا هوا گرم بشه چیکار میخواید کنید».

## تألیفات

### کتاب‌ها
- وضع حدیث
- تفسیر علمی قرآن (دو جلد)[۱۶]
- درسنامه وضع حدیث[۱۷]
- سیر تدوین و تطور تفسیر علمی قرآن[۱۸]
- اسراف و تبذیر، تباهی سرمایه‌ها[۱۹]
- گفتار رفیع: یکصد و ده منبر پژوهشی (دو جلد)[۲۰]
- تفسیر موضوعی شناخت و تحلیل سیره تبلیغی پیامبر[۲۱]

### مقالات
- - سیر تدوین تفسیر علمی
- خلود از دیدگاه قرآن
- بررسی حقوق زن در قرآن
- مبانی نقد حدیث از منظر فریقین
- پرستش در قرآن و حدیث
- نقش جعل در اسباب النزول
- مبانی تربیت از دیدگاه قرآن
- بررسی روش تفسیر روایی اهل بیت
- نقش دین در ایجاد امنیت از دیدگاه قرآن

### سوابق آموزشی
- اینگونه زیستن: مباحثی از سیره معصومین - مؤسسه نورالمجتبی[۲۲]